# Endotracheale Intubation

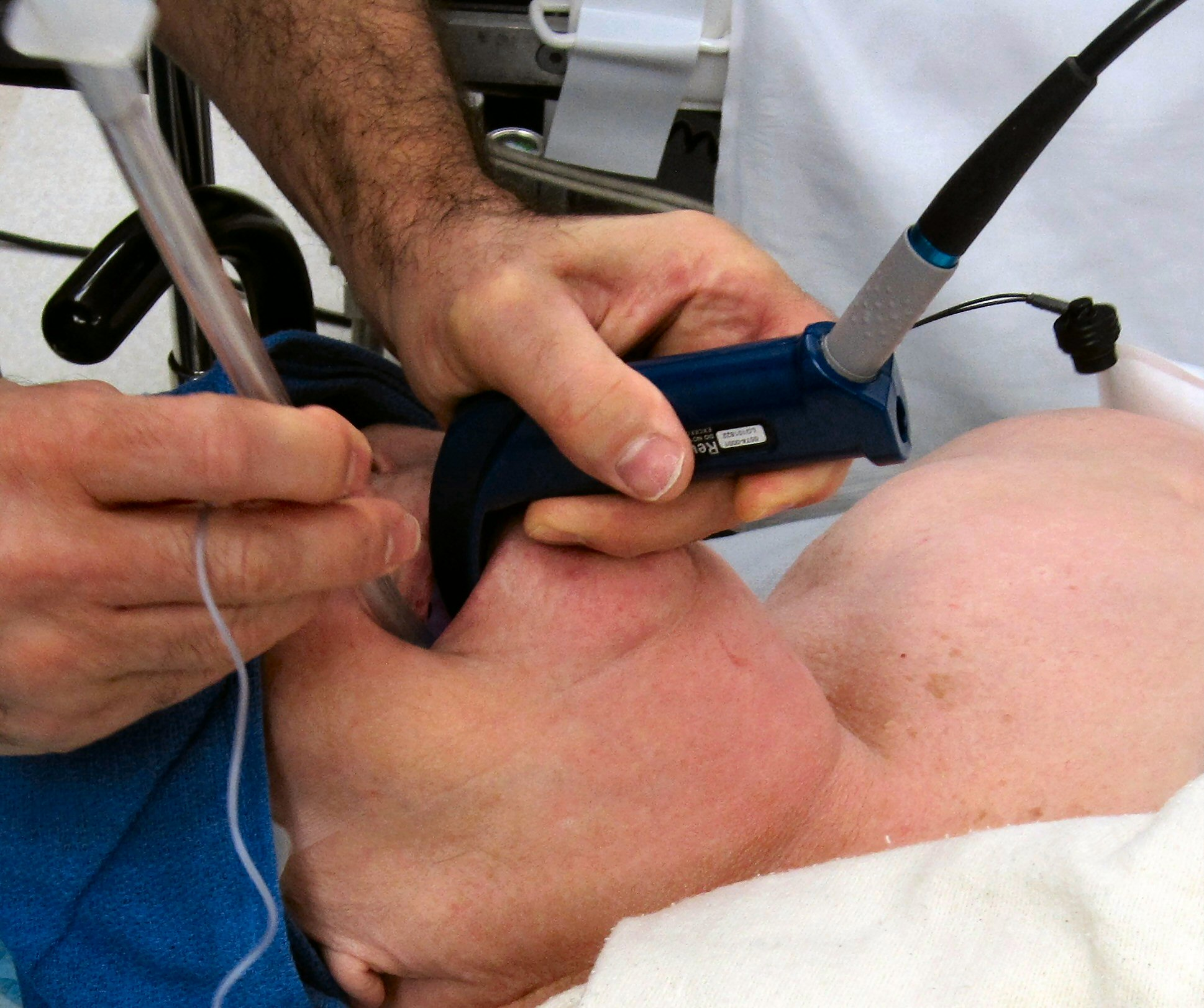
Endotracheale Notfallintubation mit Hilfe eines Videolaryngoskops

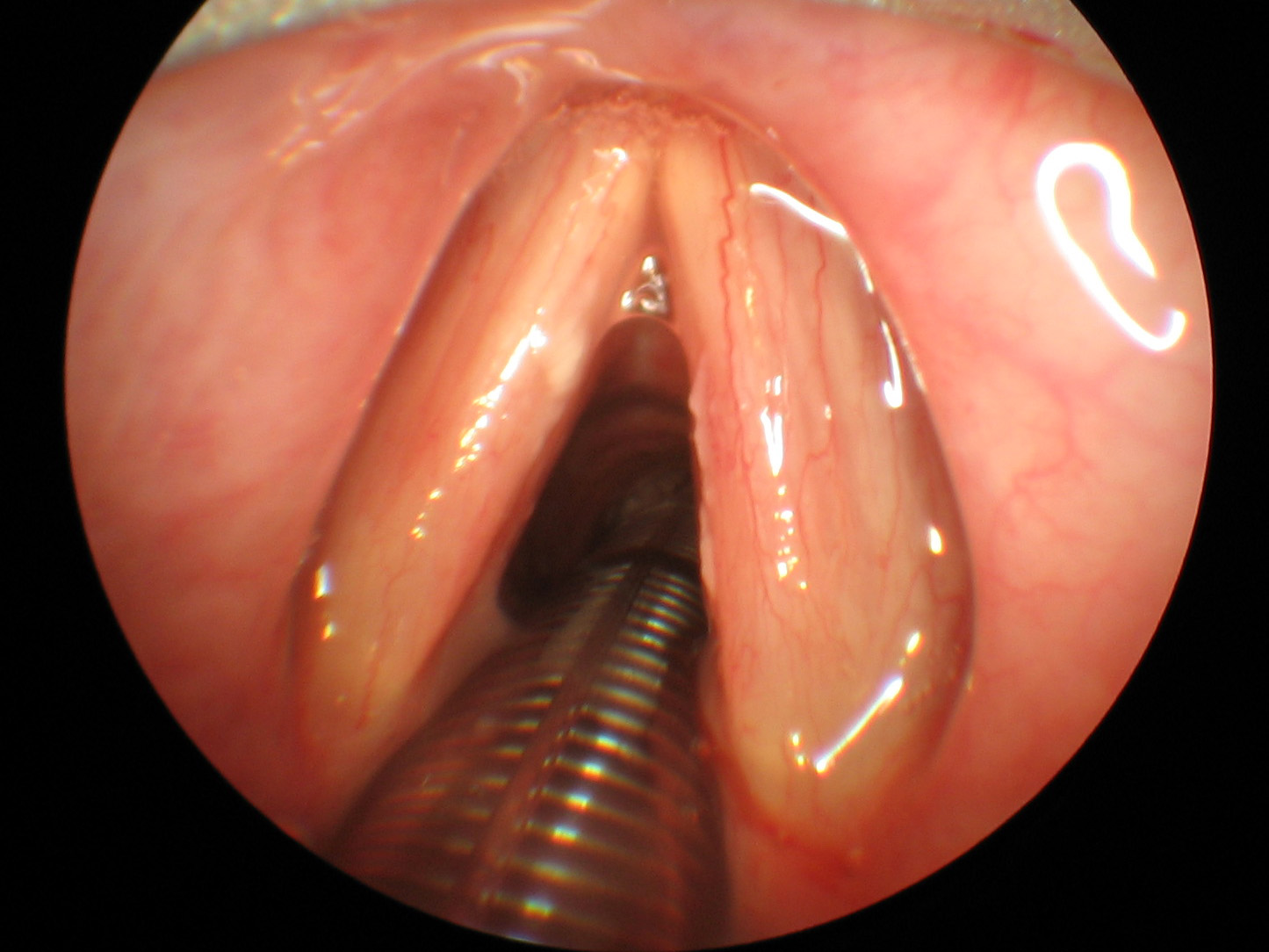
Blick auf die Stimmlippen beim intubierten Patienten

Bei der endotrachealen Intubation (kurz oft auch als Intubation bezeichnet) wird ein Endotrachealtubus (flexibler Schlauch, meist aus Kunststoff) durch den Mund (orotracheal), die Nase (nasotracheal) oder über ein Tracheostoma in die Luftröhre (Trachea) eingebracht. Mithilfe eines Ballons (Cuff, s. u.) werden die Atemwege vor dem Eindringen von Sekreten (Aspiration) geschützt und eine sichere künstliche Beatmung ermöglicht. Die endotracheale Intubation gilt heute als Standardmethode der Atemwegssicherung. Sie wird in der Anästhesie, Intensiv- und Notfallmedizin bei Patienten in Narkose, bei Bewusstlosigkeit oder akuten Störungen der Atmung, etwa im Rahmen der Wiederbelebung eingesetzt.

## Endotrachealtubus

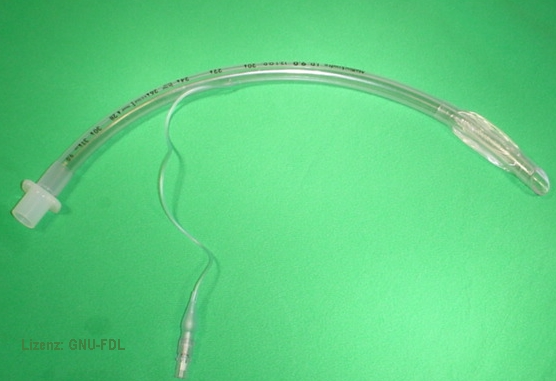
Endotrachealtubus

Der Endotrachealtubus ist ein leicht gebogener, in der Ausführung für Erwachsene ca. 25–30 cm langer Kunststoffschlauch (früher wurde auch Gummi als Material verwendet), dessen äußerer Durchmesser in etwa dem Kleinfingerdurchmesser des Patienten entspricht. Am hinteren (maschinen- bzw. behandlerseitigen) Ende hat der Tubus einen Anschlussstutzen für ein Beatmungs- bzw. Narkosegerät oder einen Beatmungsbeutel. Das gegenüberliegende (patientenseitige) Ende ist abgeschrägt, um das verletzungsfreie Einführen durch die Stimmlippen zu erleichtern. Ein bis zwei Fingerbreit darüber ist (meist) ein kleiner Ballon angebracht, der sogenannte Cuff (deutsch: Manschette). Dieser kann über einen am Tubus befestigten Schlauch mit Luft befüllt werden (z. B. über eine Luer-Spritze), um die Luftröhre vollständig abzudichten; der einzige Weg in die Lunge führt dann über den Tubus. Das Risiko einer Aspiration ist damit vermindert.
Es gibt mehrere Arten von Endotrachealtuben. Am häufigsten werden vorgeformte, relativ starre Tuben verwendet, die nach ihrem Erstbeschreiber, dem britischen Anästhesisten Ivan Whiteside Magill (1888–1986) benannt sind. Sie sind in Herstellung und Handhabung verhältnismäßig einfach, bieten jedoch die Gefahr, einen verhältnismäßig großen Raum außerhalb des Patienten zu beanspruchen; außerdem können sie abgeknickt und dabei vollständig verschlossen werden. Daher wird u. a. für Operationen im Gesicht, am Hals (z. B. Struma-Operationen) oder auch in Bauchlage vielfach ein biegsamer Tubus verwendet, dessen Design auf Philip D. Woodbridge (1895–1978) zurückgeht. Er verdankt seine Flexibilität und zugleich Knickfestigkeit einer Metallspirale, die in die Hülle aus sehr weichem Kunststoff eingearbeitet ist. Diese Woodbridge-Tuben nennt man daher auch Spiraltuben.
Traditionell wurden für Kinder bis zum Alter von 8 Jahren häufig Tuben ohne Cuff eingesetzt. Wegen der Verengung der Luftröhre hinter den Stimmbändern (subglottische Enge) dichtet bei Kindern ein Tubus in passender Größe meist ausreichend ab. Vorteil ist, dass eine mögliche Schädigung der Schleimhäute durch den aufgepumpten Cuffballon oder durch harte Kunststofffalten des Cuffs beim Einsatz ungecuffter Tuben verhindert werden kann. Nachteil ist, dass ein zu klein gewählter Tubus ohne Cuff nicht abgedichtet werden kann und ein risikobehafteter Tubuswechsel erforderlich werden kann. Bei modernem Cuffmaterial sowie engmaschiger Kontrolle des Cuffdrucks hat sich im Rahmen von Intubationsnarkosen der Einsatz gecuffter Tuben bei Kindern als sicher erwiesen. Insbesondere bei Notfällen wird inzwischen der Einsatz von gecufften Tuben empfohlen, da bei zu kleinem Tubus die Gefahr eines Tubuswechsels entfällt. Zur Regulation des Cuffdrucks wurde auch die Verwendung eines Cuffdruckregulators empfohlen.
Es gibt auch spezielle Tuben, die innen in zwei Hälften längsgeteilt sind – sog. Doppellumentuben (von lat. lumen: „Licht“, in diesem Falle im Sinne von „lichte Öffnung“). Sie sollen eine seitengetrennte (unabhängige) Beatmung beider Lungenflügel (bzw. die Beatmung eines einzelnen Lungenflügels bei gleichzeitiger Ruhigstellung des anderen) ermöglichen, was bei einigen Eingriffen in der Thoraxchirurgie erforderlich ist. Diese Technik wird mitunter auch als endobronchiale Intubation bezeichnet, da die Spitze des Tubus in einem Hauptbronchus zu liegen kommt.

## Anwendungsgebiete

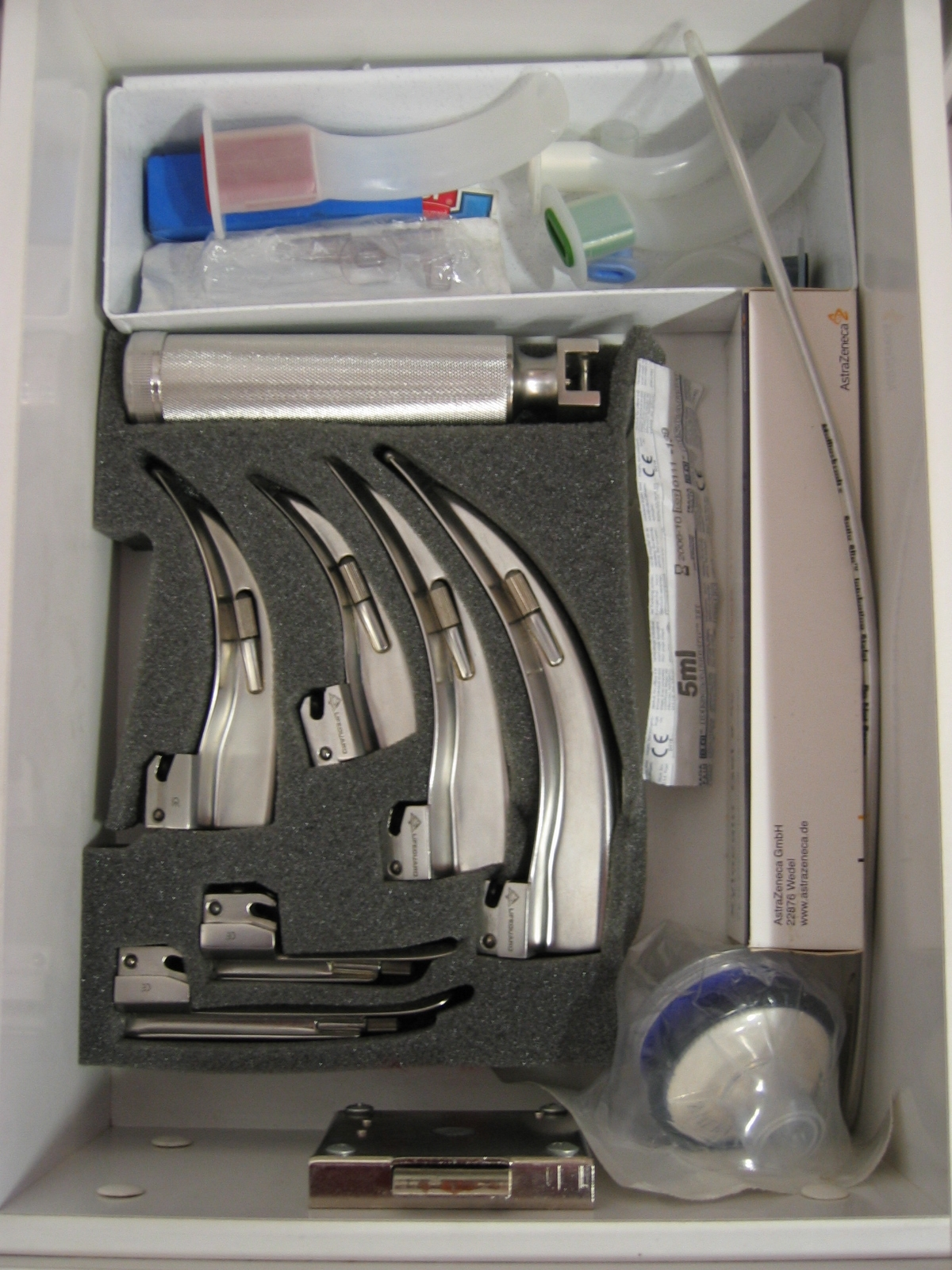
Intubationsbesteck (Intubationslaryngoskop mit Macintosh-Spateln, Guedel-Tubus, Beißkeil und Bakterienfilter)

Eine endotracheale Intubation wird angewendet, um Patienten, die selbst nicht ausreichend atmen oder nur unzureichende Schutzreflexe besitzen, einen gesicherten Beatmungsweg zu verschaffen. Die Intubation verhindert die Verlegung der oberen Atemwege und bietet aufgrund des aufblasbaren Cuffs einen sehr guten Schutz vor Aspiration. Rachensekret, Mageninhalt, Blut oder Fremdkörper können bei korrekt durchgeführter Intubation nicht oder allenfalls in geringer Menge in die Lunge gelangen.
Im Einzelnen kommt eine endotracheale Intubation in folgenden Situationen in Frage (bzw. ist sogar geboten):
- bei allen Patienten, deren Schutzreflexe nicht ausreichend funktionieren. Dies kann u. a. durch einen Herz-Kreislaufstillstand, durch eine Narkose oder eine Intoxikation (Vergiftung) verursacht sein.
- bei nicht oder nicht ausreichend spontan atmenden Patienten (bei respiratorischer Insuffizienz), die eine Unterstützung bei der Atmung benötigen. Dies kommt hauptsächlich in der Intensivmedizin, bei der Herz-Lungen-Wiederbelebung im Rahmen der Notfallmedizin[5][6] und bei Narkosen vor. Einige Narkotika haben als Nebenwirkung eine Reduktion des Atemantriebs, die bis zu einem Atemstillstand führen kann. Auch Muskelrelaxantien führen, indem sie die gesamte Muskulatur und somit auch das Zwerchfell erschlaffen lassen, zu einem (im Rahmen einer Narkose gezielt herbeigeführten) Atemstillstand.
- bei diagnostischen Maßnahmen an den Luftwegen, z. B. Bronchoskopie
- bei endoskopischen Operationen an den Atemwegen, wie z. B. Lasertherapie oder Stenting der Bronchien
- bei blutenden Verletzungen im Bereich der oberen Atemwege, um eine Aspiration zu verhindern
- bei Anschwellen der oberen Atemwege mit Erstickungsgefahr (z. B. aufgrund einer Insektenstichallergie oder auch einer Reizgasvergiftung)

Die endotracheale Intubation ist in Deutschland eine Maßnahme, die dem Grundsatz nach dem ärztlichen Personal vorbehalten und für die eine entsprechende Ausbildung und Übung erforderlich ist. Im Rettungsdienst wird sie auch von entsprechend qualifizierten Rettungsassistenten bzw. Notfallsanitätern ausgeführt. In anderen Ländern werden allerdings Intubationen auch routinemäßig von nichtärztlichem Personal ausgeführt.

## Vorgehen
Die endotracheale Intubation geschieht in der Regel durch direkte Laryngoskopie (konventionelles Vorgehen), wobei ein Laryngoskop zur Darstellung der Glottis benutzt und der Tubus unter direkter Sicht eingeführt wird. Diese Technik lässt sich in der Regel nur bei komatösen oder narkotisierten Patienten anwenden, es sei denn in bestimmten Ausnahmefällen, bei denen man zuvor eine Lokalanästhesie des Kehlkopfs durchgeführt hat. Dabei sollte der (erwachsene) Patient in die sogenannte verbesserte Jackson-Position (benannt nach Chevalier Jackson, amerikanischer Laryngologe, 1865–1958) gebracht werden, also mit hochgelegtem Kopf und leicht überstrecktem Hals. Eine Alternative stellt die fiberoptische Intubation dar. Diese funktioniert gegebenenfalls unter Lokalanästhesie mittels eines flexiblen Endoskops, des sogenannten Bronchoskops, oder einer transportablen, halbstarren Intubationsfiberoptik.
Nach erfolgreicher Intubation wird der Tubus vom Intubierenden gehalten, bis er gegen Verrutschen gesichert („fixiert“) ist; gegebenenfalls ist der Schutz des Tubus durch einen Beißkeil zweckmäßig.
In bestimmten Fällen kann ein blinder, das heißt ein Intubationsversuch ohne laryngoskopische Sicht nasal unternommen werden. Diese Methode wurde von dem bereits oben erwähnten Ivan Magill eingeführt, der bereits 1920 mit Rowbotham auf breiter Basis die endotracheale Intubation in der Anästhesie etabliert hat. Sie eignet sich besonders für die Intubation des wachen Patienten bei schwierigen Intubationsbedingungen, insbesondere wenn kein Bronchoskop zur Verfügung steht. In Zeiten vielfältiger Alternativen (s. u.) wird die blinde Intubation nur noch in Ausnahmefällen durchgeführt.
Vielen Medizinern bereitet die Intubation erhebliche Probleme, obwohl sie eine wichtige ärztliche Maßnahme bei der Behandlung lebensbedrohlicher Notfälle darstellt. Dies ist unter anderem auf mangelnde Gelegenheiten zum Erlernen zurückzuführen, aber auch auf die „handwerklichen“ Ansprüche dieser Prozedur, die für eine sichere Durchführung häufiges Üben erfordert. Deshalb steht in vielen Kliniken ein Team zur Reanimation bereit, das in der Regel durch die Anästhesieabteilung oder die Intensivstation gestellt wird.
Das Erlernen der Intubationstechnik kann zunächst am Modell erfolgen; verschiedene Hersteller bieten Übungspuppen an, die allerdings die sehr unterschiedlichen Atemwegsbedingungen nicht immer einwandfrei abbilden können. Das am Modell Gelernte kann dann z. B. in der Anästhesieabteilung unter Aufsicht vertieft werden.
Wichtig für die erfolgreiche Intubation sind eine ruhige Vorgehensweise, eine geeignete Arbeitshöhe, gute Sicht mittels des Laryngoskopes, effiziente Absaugmöglichkeit, die ausreichende Ruhigstellung des Patienten, gegebenenfalls ein Führungsstab im Tubus (bei Spiraltuben obligat) und geschultes Assistenzpersonal.
Zur Kontrolle der richtigen Tubuslage gibt es folgende sichere Kriterien:
- die Einführung des Tubus unter Sicht
- bei Auskultation (Abhören mit dem Stethoskop) ein nach dem Einführen auf beiden Seiten gleiches Beatmungsgeräusch (wobei als Auskultationspunkte der 5. Interkostalraum in der mittleren Axillarlinie, etwa in Höhe der Brustwarzen, und die Mohrenheimsche Grube zweckmäßig sind)
- der Nachweis von Kohlendioxid in der Ausatemluft mittels Kapnometrie
- eventuell die Kontrolle durch eine Bronchoskopie (insbesondere bei Verwendung eines Doppellumentubus)
- die korrekte Lage der Tubusspitze in einer Röntgenaufnahme des Brustkorbs

## Komplikationen
Eine gefährliche Komplikation ist die Fehlintubation in den Ösophagus (Speiseröhre) statt in die Trachea (Luftröhre). Nicht rechtzeitig erkannt und korrigiert, führt eine Fehlintubation zu einer Sauerstoffunterversorgung des Organismus mit den möglichen Folgen Hirnschaden, Herzinfarkt und Tod. Vor Einführung der Routinemessung des exspiratorischen Kohlendioxids (Kapnometrie) ab Anfang der 1980er Jahre war diese Komplikation gefürchtet. In bestimmten Ausnahmesituationen, nämlich wenn der Patient noch gleichzeitig über eine Eigenatmung verfügt, führt eine nicht gleich erkannte oesophageale Intubation zwar nicht zwangsläufig zu einem Sauerstoffmangelschaden, kann jedoch einen Magenriss zur Folge haben. Leichenversuche haben gezeigt, dass die Insufflation von etwa 6 Liter Luft eine Magenruptur herbeiführt.
Eine fehlgeschlagene Intubation wird vor allem dann zur Komplikation, wenn man den Patienten nicht anderweitig ausreichend beatmen kann. Vor allem nach fehlgeschlagenen Intubationsversuchen können durch Schwellungen und Blutungen die Atemwege verlegt sein. Deshalb ist es wichtig, vor Routineintubationen (zum Beispiel in der Anästhesie) auf überraschende Schwierigkeiten eingestellt zu sein und im Falle eines „schwierigen Atemweges“ planmäßig nach einem Algorithmus vorzugehen. In Operationsabteilungen wird dazu meist ein spezieller Wagen mit Material für eine schwierige Intubation vorgehalten.
Eine gefürchtete Komplikation ist die sogenannte Aspiration, das Eindringen von Mageninhalt in das Bronchialsystem, während des Intubationsvorgangs. Das Risiko dafür ist bei einer zu flachen Narkose bzw. Bewusstlosigkeit, insbesondere aber bei Patienten mit vollem Magen, in Situationen eines Darmverschlusses (Ileus) oder auch bei Hochschwangeren erhöht. In solchen Fällen wird – normale Atemwegsanatomie vorausgesetzt – eine sogenannte RSI (Rapid Sequence Induction), auch Ileuseinleitung genannt, durchgeführt. Ein Hauptcharakteristikum ist dabei der Verzicht auf eine Maskenbeatmung nach Injektion der Narkosemittel. Zur Minimierung des Aspirationsrisikos bei Routinenarkosen müssen Patienten daher grundsätzlich einige Stunden im Vorfeld nüchtern bleiben.
Als weitere Gefahr besteht die Möglichkeit der Verletzung der Stimmbänder oder der Aryknorpel, sehr selten auch eines Risses der Trachea, insbesondere bei Verwendung eines Führungsstabes.
Wird der Tubus versehentlich über die Aufzweigung der Luftröhre hinaus in einen der beiden Hauptbronchien vorgeschoben, wird nur ein Lungenflügel belüftet. Dabei wird wegen der Form der Bifurkation typischerweise der rechte Hauptbronchus intubiert. Daher gehört die oben angeführte Auskultation der Lungen und ggf. die Lagekorrektur des Tubus zum Standardvorgehen unmittelbar nach erfolgter Intubation.
Bei Langzeitbeatmungen kann der Druck des Cuffs Nekrosen oder Ulzerationen der Tracheaschleimhaut verursachen. Daher ist eine Überwachung des Cuff-Drucks auf Intensivstationen und bei längeren Narkosen üblich; vielfach wird sie grundsätzlich bei allen Intubationsnarkosen angewendet.
Eine weitere Komplikation ist die Beschädigung oder die Lockerung von Zähnen, insbesondere der vorderen oberen Schneidezähne, durch Kontakt mit dem Laryngoskop.
Zudem kann durch die Reizung des Parasympathikus, einem Teil des vegetativen Nervensystems, in sehr seltenen Fällen ein reflektorischer Atemstillstand oder gar Herzstillstand im Gefolge einer Intubation auftreten.

## Sonderformen
Bei bestimmten Operationen, insbesondere im Bereich der Thoraxchirurgie, ist es nötig, nur einen Lungenflügel in die Atmung einzubeziehen und den anderen stillzulegen. In aller Regel kommt dann ein Doppellumentubus (siehe oben) oder auch ein Tubus mit einem sogenannten Bronchusblocker zum Einsatz.
In äußerst seltenen Fällen, insbesondere in der Thoraxchirurgie bei Kindern oder auch bei Verletzungen der oberen Luftwege (z. B. Abriss der Luftröhre oder eines Hauptbronchus), kann es zweckmäßig sein, einen „normalen“ Tubus gezielt bis in einen der beiden Hauptbronchien vorzuschieben (selektive endobronchiale Intubation).
Eine gezielt einseitige Intubation mit einem gewöhnlichen Tubus kann in Einzelfällen auch im Falle von in die Trachea verschluckten Fremdkörpern lebensrettend sein, die so tief sitzen, dass nicht einmal eine Koniotomie den Luftweg freimachen könnte. Als äußerste Maßnahme bietet sich hier der Versuch an, den Fremdkörper mit einem Tubus in einen Hauptbronchus nach unten zu schieben, sodass der andere Lungenflügel anschließend belüftet werden kann und der Patient eine Überlebenschance hat. Nach der so erfolgten Sicherung der Vitalfunktion muss anschließend natürlich eine Entfernung des Fremdkörpers sowie eventuell eine Reinigung und Spülung mittels Bronchoskopie erfolgen.

## Alternative Atemwegssicherung
Gelingt eine Atemwegssicherung mittels endotrachealer Intubation nicht (schwierige Intubation), stehen eine Reihe alternativer Verfahren zur Verfügung. Eine Beutel-Masken-Beatmung stellt die Sauerstoffversorgung sicher, bis der Patient wieder erwacht. Ein Videolaryngoskop kann die Sicht auf die Glottis verbessern. Weiter stehen mit Larynxmaske, Larynxtubus und Combitubus verschiedene Alternativen zur Verfügung. Ist auf keine Weise eine Sauerstoffversorgung oder Intubation möglich (Cannot-ventilate-cannot-intubate-Situation), bleibt als letztes Mittel die Koniotomie, bei der ein chirurgischer Zugang zum Atemtrakt in Höhe des Kehlkopfes geschaffen wird, indem die Membran (Ligamentum conicum) zwischen Ringknorpel und Schildknorpel eröffnet wird.
Bei längerer Beatmung stellt die Tracheotomie eine Alternative zur endotrachealen Intubation dar. Die Tracheotomie ist ein chirurgischer Eingriff, bei dem durch die Halsweichteile ein Zugang zur Luftröhre geschaffen wird. Indikationen zur Tracheotomie können beispielsweise die Notwendigkeit einer Langzeitbeatmung nach Unfällen oder Operationen, neurologische Erkrankungen mit Störungen des Schluckreflexes, Strahlenbehandlung am Kopf oder Hals oder Kehlkopflähmungen sein.

## Geschichte
Ein erster Bericht über eine endotracheale Intubation (mit einem Schilfrohr) und anschließende rhythmische Beatmung von Tieren, wobei es zum Wiedereinsetzen des Herzschlags bei Pulslosigkeit gekommen sein soll, stammt aus dem Jahr 1543: Andreas Vesalius wies in diesem Bericht darauf hin, dass eine solche Maßnahme unter Umständen lebensrettend sein könne. Er blieb jedoch unbeachtet.
Im Jahr 1858 schrieb der englische Narkosepionier John Snow über endotracheal durchgeführte Chloroformnarkosen bei Kaninchen. 1869 führte dann der deutsche Chirurg Friedrich Trendelenburg erstmals eine endotracheale Intubation am Menschen zur Narkoseführung durch, was er 1871 publizierte. Hierbei brachte er den zum Schutz vor Aspiration von Blut mit einer aufblasbaren Manschette versehenen Tubus nach temporärer Tracheotomie über ein Tracheostoma ein.
1878 nahm der Glasgower Chirurg William Macewen mittels eines Metalltubus die erste orotracheale (durch den Mund-Rachen-Raum in die Luftröhre erfolgte) Intubation vor. Mit seiner Arbeit über die orale Intubation bei Diphtherie trug J. O’Dwyer 1887 zum Bekanntwerden des Verfahrens bei. Karl Maydl berichtete 1893 über einige HNO-ärztliche Eingriffe nach oraler Intubation. Hilfreich war die Entwicklung Alfred Kirsteins, der 1895 das erste Laryngoskop mit direkter Sicht auf den Kehlkopf für die endotracheale Intubation entwickelt hatte. Eine den heute üblichen Verfahren ähnliche Methode, mit einer aufblasbaren Gummimanschette an einem halbsteifen Trachealtubus, verwendete später auch Viktor Eisenmenger. Der endotrachealen Überdruckbeatmung, wie sie heute weltweit Standard ist und auch von Franz Kuhn zwischen 1902 und 1908 vorgeschlagen wurde, wurde ab 1905 der Weg durch Ludolph Brauer bereitet. In Amerika wurde die endotracheale Intubation und „intratracheale Narkose“ (genannt auch „endotracheale Narkose“) mit Überdruckbeatmung bereits um 1900 in der Thoraxchirurgie angewendet, etwa nach einer von Rudolph Matas (New Orleans) beschriebenen Methode mittels eines zur Abdichtung mit Metallstopfen versehenen Tubus. Wie Trendelenburg verabreichte Matas das Narkotikum über einen Trichter.
In den Jahren des Ersten Weltkrieges erarbeiteten insbesondere Ivan Magill und Robert Reynolds Macintosh tiefgreifende Verbesserungen bei der Anwendung der Intubation. Mit Macintoshs Namen ist bis heute der gebräuchlichste auswechselbare Spatel des Laryngoskops benannt, und Magill ist Namenspate für einen annähernd kreissegmentförmig gebogenen Tubus sowie die Magill-Zange, die u. a. zum Positionieren des Tubus bei der nasalen Intubation geeignet ist.
In Deutschland kann vor allem der Kasseler Chirurg Franz Kuhn als Vorreiter der Intubation gelten; er konzipierte einen eigenen, von einem Darmrohr abgeleiteten Tubus, der (in tiefer Narkose) manuell in die Trachea eingeführt wurde. Hierbei griff er unter anderem auf eine Arbeit von E. Schlechtendahl in Barmen zurück, der eine orale Intubation in tiefer Chloroformnarkose beschrieben hatte. Kuhn fasste die Vorteile einer orotrachealen Intubation 1902 in fünf Punkten zusammen:
1. Zunächst sah er darin eine weniger eingreifende Alternative zur bis dahin immer noch in vielen Fällen (insbesondere bei Halseingriffen mit Beteiligung der Luftröhre) praktizierten Tracheotomie, wie sie Trendelenburg eingeführt hatte.
2. Des Weiteren nannte er die elegante Umgehung der Probleme von Stimmritzenkrämpfen und anderer Probleme während einer Chloroformnarkose.[35]
3. Ein weiteres Argument für ihn war, dass eine Intubation ständig freie Atemwege gewährleistete und darüber hinaus eine Überdruckbeatmung wesentlich einfacher machte, insbesondere in Notsituationen; hierbei bezog er sich ausdrücklich auf die Arbeiten von O’Dwyer sowie S. W. Herzog aus Charkow; Letzterer hatte 1898 die Überdruckbeatmung als erfolgversprechende Wiederbelebungsmaßnahme propagiert[36].
4. Schließlich sah er die Möglichkeit, bei Eingriffen im Bereich der oberen Luftwege die bis dahin nur intermittierend applizierten Narkosegase kontinuierlich zuzuführen und damit eine gleichmäßigere Narkose zu gewährleisten.
5. Als weitere Begründung für eine Intubation sah Kuhn den sicheren Schutz vor einer Aspiration an, z. B. von Rachensekreten oder Blut.

Kuhn verfeinerte in der Folgezeit die Technik der Intubation, die bis dato nur selten bzw. nur bei Operationen im Nasenrachenraum verwendet worden war, und baute sie systematisch weiter aus. Als weitere wichtige Indikation führte auch er 1905 Operationen am offenen Brustkorb an, bei denen nur eine Überdruckbeatmung das Zusammenfallen der Lunge verhindern kann.
Kuhns oben angeführte Argumente haben bis heute nicht an Aktualität verloren. Trotzdem setzte sich diese bahnbrechende Neuerung in Deutschland und teilweise auch seinen Nachbarländern vorläufig nicht durch, weil der einflussreiche Chirurg Ferdinand Sauerbruch sie ablehnte. Dies führte dazu, dass die Anästhesie in Deutschland jahrzehntelang von der weltweiten Entwicklung abgehängt blieb. Erst nach dem Ende des Zweiten Weltkrieges wurde Sauerbruchs verhängnisvolles Verhalten in seiner Tragweite erkannt und die endotracheale Intubation auch in den deutschsprachigen Ländern als Standard etabliert.
Zu den Pionieren der Intubation in Österreich gehört der Arzt Otto Mayrhofer. Den Bedürfnissen der Thoraxchirurgie nach einseitiger Beatmung nur eines Lungenflügels wurde in der Mitte des 20. Jahrhunderts durch die Entwicklung neuer Tuben Rechnung getragen, die eine seitengetrennte Beatmung ermöglichen, wobei als Pioniere E Carlens (1949), G. M. J. White (1960) und F. L. Robertshaw (1962) zu nennen sind.
In der Folgezeit wurden weitere Fortschritte erzielt, z. B. mit der Einführung von besser verträglichen Tubusmaterialien bzw. besser anpassungsfähigen Cuffs. Es blieb aber zunächst das Problem, dass auch für erfahrene Anwender ein „Bodensatz“ von Patienten blieb, bei denen eine endotracheale Intubation auf dem üblichen Wege nicht möglich war, z. B. aufgrund individueller anatomischer Besonderheiten, Fehlbildungen, Tumorleiden usw.; noch in den 1980er Jahren galt die Faustregel, dass eine endotracheale Intubation bei jedem hundertsten Patienten schwierig und bei jedem tausendsten unmöglich sei. Daher darf es als Meilenstein angesehen werden, als der Japaner Shigeto Ikeda 1966 erstmals ein flexibles, auf Fiberglasbasis beruhendes Bronchoskop vorstellte; Peter Murphy konnte bereits im darauffolgenden Jahr zeigen, dass dieses Hilfsmittel nicht nur eine (wenngleich aufwendigere) Alternative zur herkömmlichen Intubation mit einem Spatel bot, sondern auch Intubationen ermöglichte, die anders nicht erfolgreich bewerkstelligt werden konnten. Die weitere Verfeinerung der Videooptik führte im Verlauf späterer Jahre zur Entwicklung von Intubationsspateln mit Videofunktion, die die einfachere Handhabung der Spatelintubation teilweise mit den Vorteilen einer Videobronchoskopie verband und diese wiederum in vielen – jedoch nicht allen – Fällen entbehrlich machte.
Außer für Kurznarkosen, bei denen Beatmungsmasken zum Einsatz kamen (und kommen), blieb die endotracheale Intubation über lange Jahre das alleinige Standardverfahren der Allgemeinanästhesie. Dies änderte sich, nachdem 1987 Archibald Brain seine sogenannte Larynxmaske vorgestellt hatte, die seither ständig weiterentwickelt wurde und in der Folgezeit den Endotrachealtubus teilweise verdrängte. Gründe dafür sind die weniger invasive (und zudem leichter erlernbare) Einführungstechnik, der Wegfall der Verletzungsmöglichkeit der Stimmbänder und ggf. die Möglichkeit einer flacheren, relaxationsfreien Narkoseführung (weil die hochempfindlichen Stimmbänder nicht tangiert werden). Andererseits bietet die Larynxmaske keinen sicheren Aspirationsschutz und hat weitere Nachteile, etwa hinsichtlich der Dislokationssicherheit. Es bleibt daher außer Diskussion, dass die endotracheale Intubation weiterhin den Goldstandard insbesondere bei anspruchsvollen Vollnarkosen und auch in der Notfallmedizin darstellt.